# منكب ذي العنان
منكب ذي العنان (بالإنجليزية: Menkalinan)‏ هو نجم أبيض من نجوم النسق الأساسي نجم في كوكبة ممسك الأعنة ((بالإنجليزية: Beta Aurigae)‏ بيتا ممسك الأعنة وفق تسمية باير (β Aur, β Aurigae)).

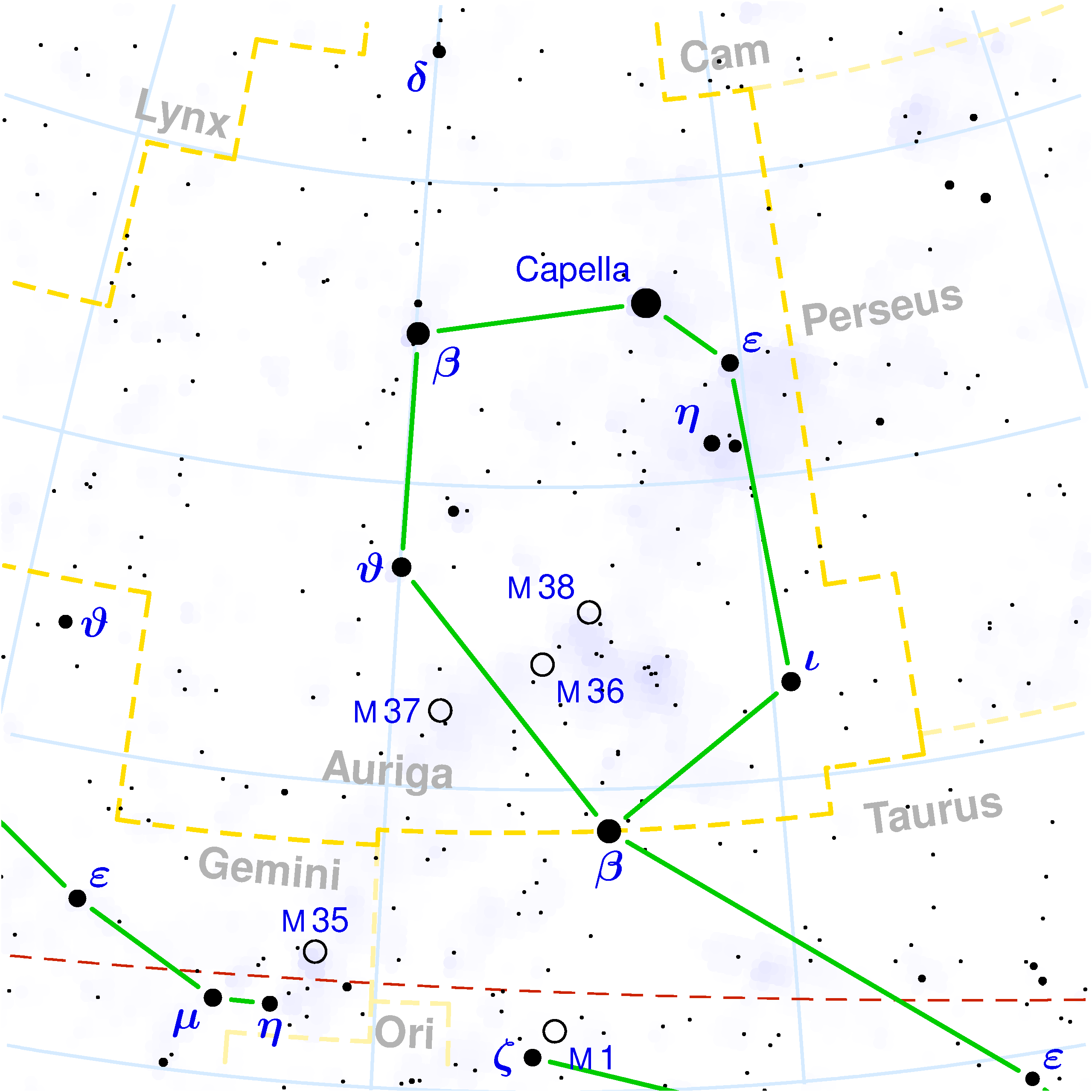
كوكبة ممسك الأعنة الرمز β موقع ذى العنان Auriga

## نجوم النسق الأساسي
نجوم النسق الاساسي هي حزام نجوم تشكل نحو 80 % من مختلف النجوم في الكون، يجمعها رسم بياني بغرض تصنيفها من حيث اللون ودرجة السطوع. وتتميز نجوم ذلك النسق بأن طاقة إشعاعها ناتجة عن تفاعلات الاندماج النووي للهيدروجين في قلب النجم وتنتج الهيليوم.

## صفاته
- منكب ذي العنان يقع على بعد 81 سنة ضوئية في كوكبة كوكبة ممسك الأعنة
- قدره الظاهري 1.90
- ترتيبه من حيث شدة اللمعان في المرتبة 42
- وفرة الحديد في منكب ذي العنان هي -0.11 (77.6٪ من الشمس)
- يتحرك منكب ذي العنان خلال المجرة بسرعة 17.1 كم / ث نسبة إلى الشمس
- مدار النجم منكب ذي العنان حول مركز المجرة يترواح بين 23,000 و 34,800 سنة ضوئية في البعد.
- سوف يكون في أقرب نقطة من الشمس بعد 1.3 مليون سنة من الآن عندها سيكون سطوع منكب ذي العنان -0.15، وعلى بعد 32 سنة ضوئية.[13]